# Fort Niepodległości
Fort Niepodległości (ang. Fort Independence) – jest zbudowaną z granitu twierdzą gwiazdą, która zapewniała ochronę Bostonowi (Massachusetts, USA). Obecnie jest chronionym parkiem stanowym USA. Podczas uroczystości (okazjonalnie) z armat oddawane są salwy. Fort Niepodległości został zbudowany na Castle Island. W czasach kolonializmu znany jako Castle William. Później jego nazwa została zmieniona na Fort Adams, a następnie na Fort Independence.
Fort Niepodległości został wpisany do National Register of Historic Places (dosł. Narodowy Rejestr Pomników Historycznych) w 1970 roku.

## Galeria zdjęć

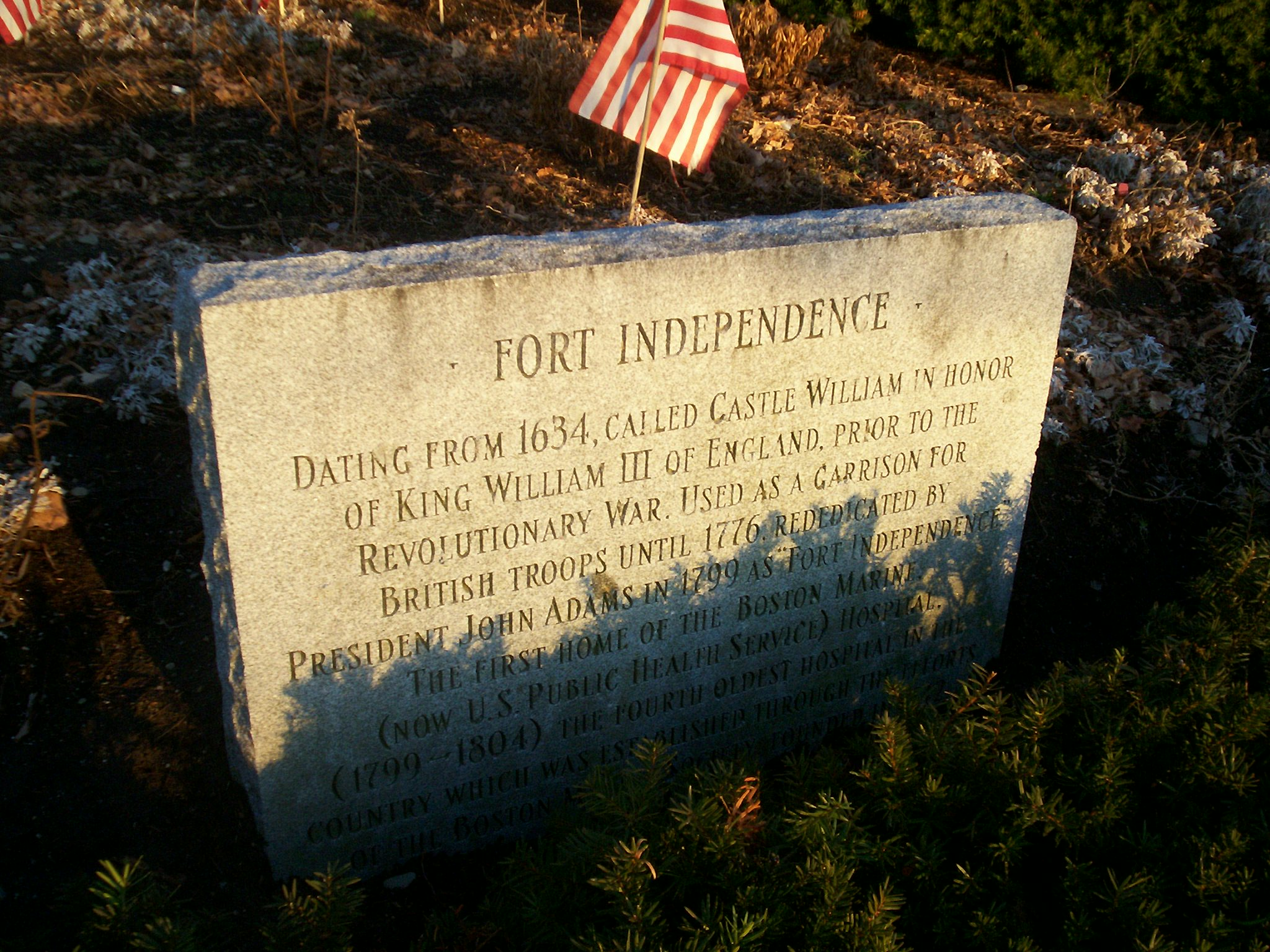
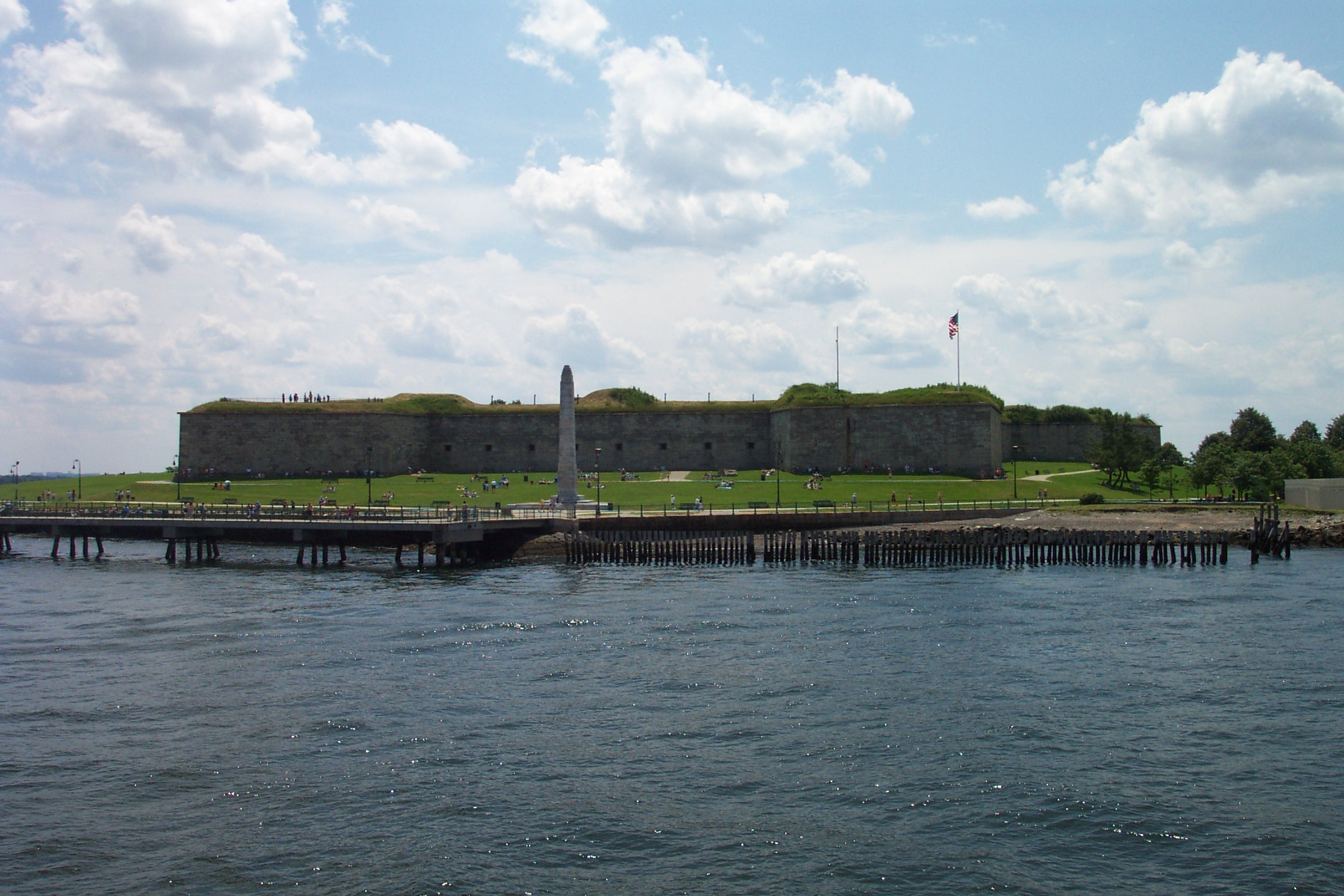
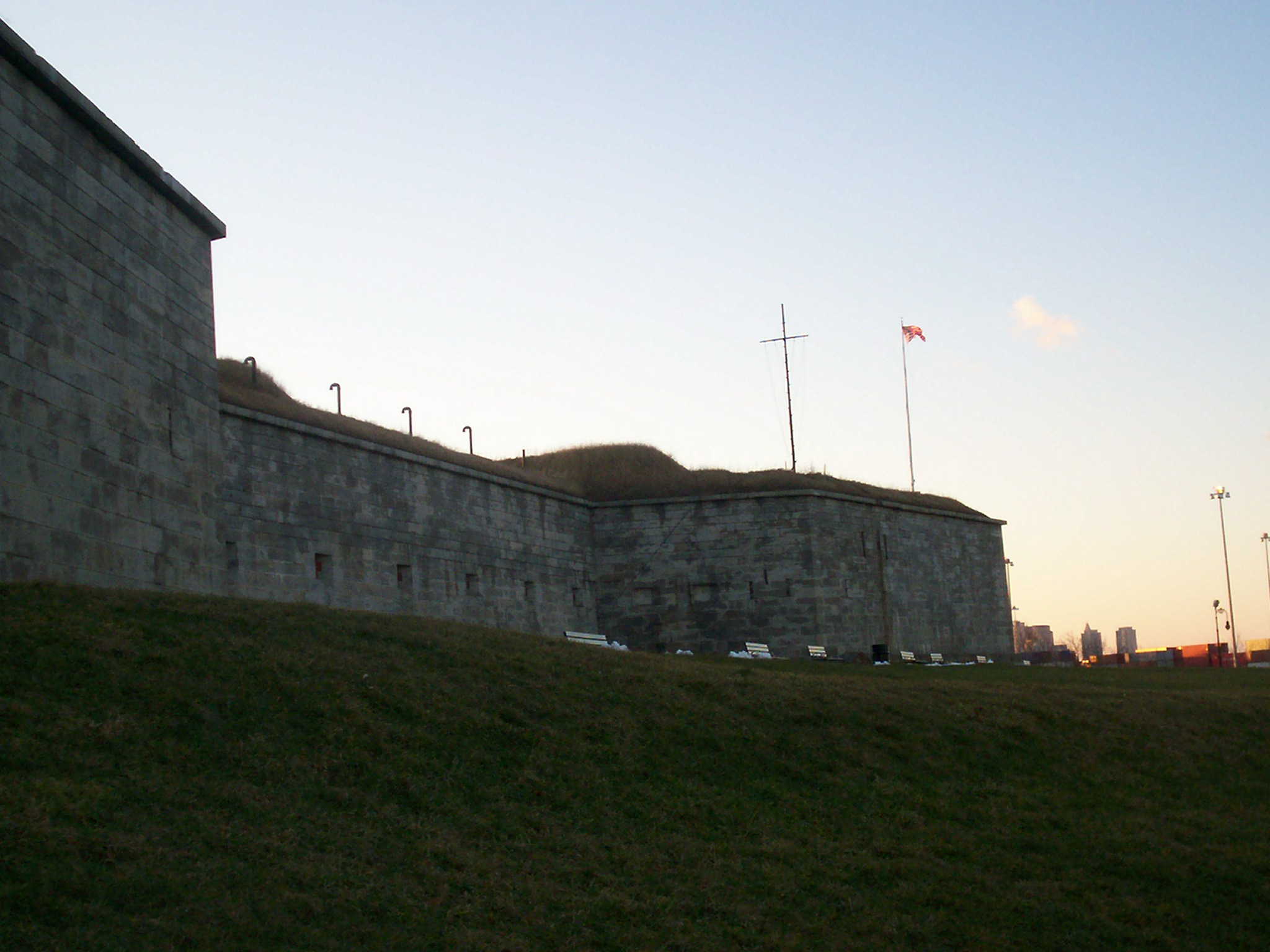